# Heidenheim (Baviera)
Heidenheim é um município da Alemanha, situado no distrito de Weißenburg-Gunzenhausen, no estado da Baviera. Tem 52,29 km² de área, e sua população em 2019 foi estimada em 2.564 habitantes.